# محمد درویش (بازیکن فوتبال، زاده ۱۹۹۱)
محمد درویش (انگلیسی: Mohammed Darweesh؛ زادهٔ ۲ ژوئن ۱۹۹۱) بازیکن فوتبال اهل فلسطین است.
از باشگاه‌هایی که در آن بازی کرده است می‌توان به باشگاه فوتبال مکابی حیفا اشاره کرد.
وی همچنین در تیم ملی فوتبال فلسطین بازی کرده است.